# Chlorophytum benuense
Chlorophytum benuense är en sparrisväxtart som beskrevs av Adolf Engler och Kurt Krause. Chlorophytum benuense ingår i släktet ampelliljor, och familjen sparrisväxter. Inga underarter finns listade i Catalogue of Life.